# Marble Arch Mound
Marble Arch Mound nazývaný také Marble Arch Hill, je cca 25 m vysoký umělý kopec, respektive budova v kopci, s vyhlídkou a vysazenými stromy. Kopec se nachází v Anglii ve městě Londýn v městském obvodu Westminster vedle Hyde Parku u Mramorového oblouku (Marble Arch) u stanice metra Marble Arch. Po vyjití na vrchol, kde se nachází vyhlídka, pak cesta dolů vede vnitřkem kopce (po schodech nebo výtahem), kde je umělecká galerie, obchod a kavárna. Kopec, jehož výstavba stála 2 miliony liber a který se stal Londýnskou atrakcí, byl slavnostně otevřen 26. července 2021. Avšak záhy byl uzavřen kvůli stížnostem zklamaných návštěvníků. Stavba byla provedena dle architektonického návrhu nizozemské společnosti MVRDV se záměrem přilákat turisty a také kupující do blízkých obchodních center na Oxford Street.

## Další informace
V lednu 2022 se očekává znovu otevření Marble Arch Mound.
Vstup je zpoplatněn.

## Galerie

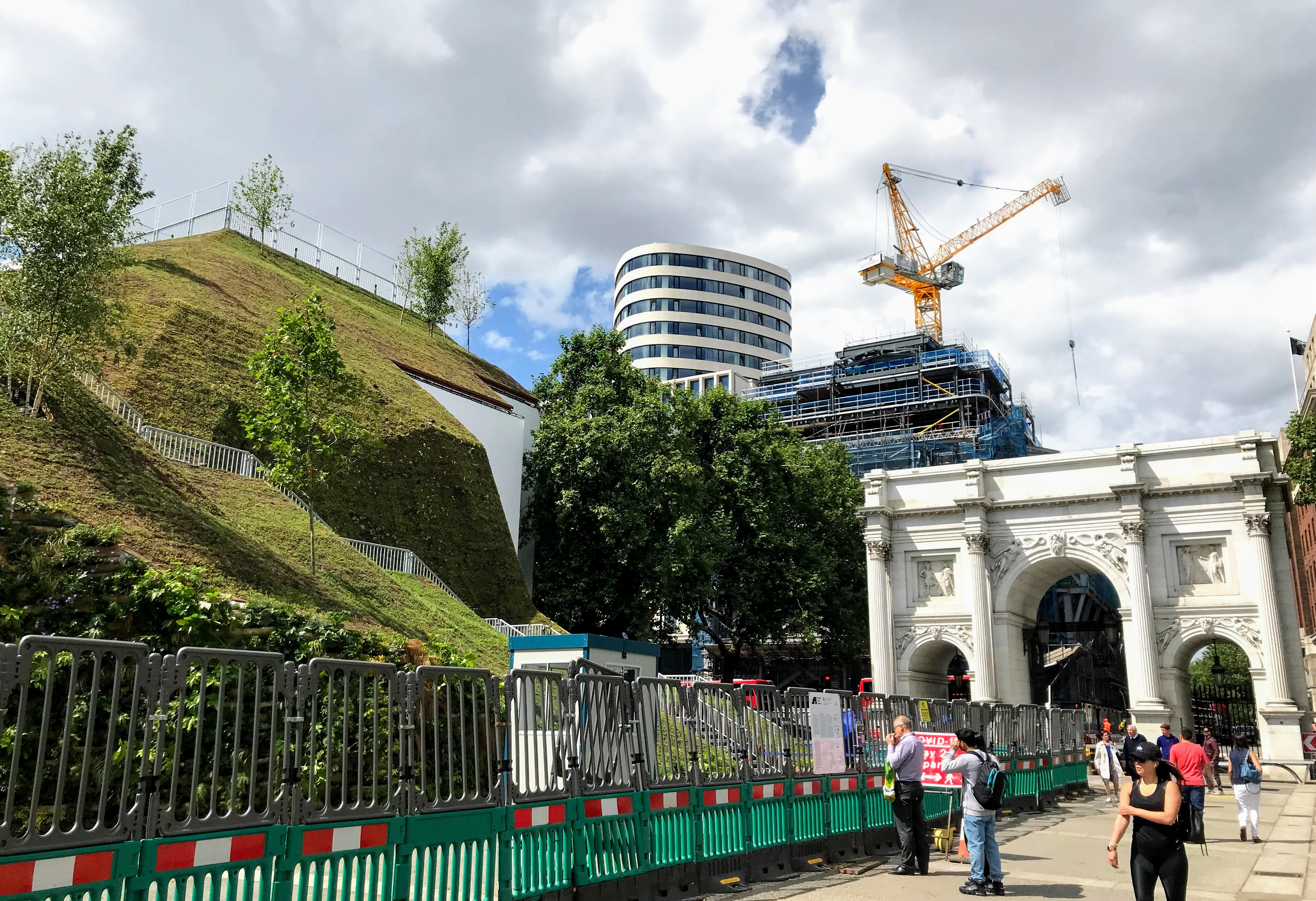
Červenec 2021
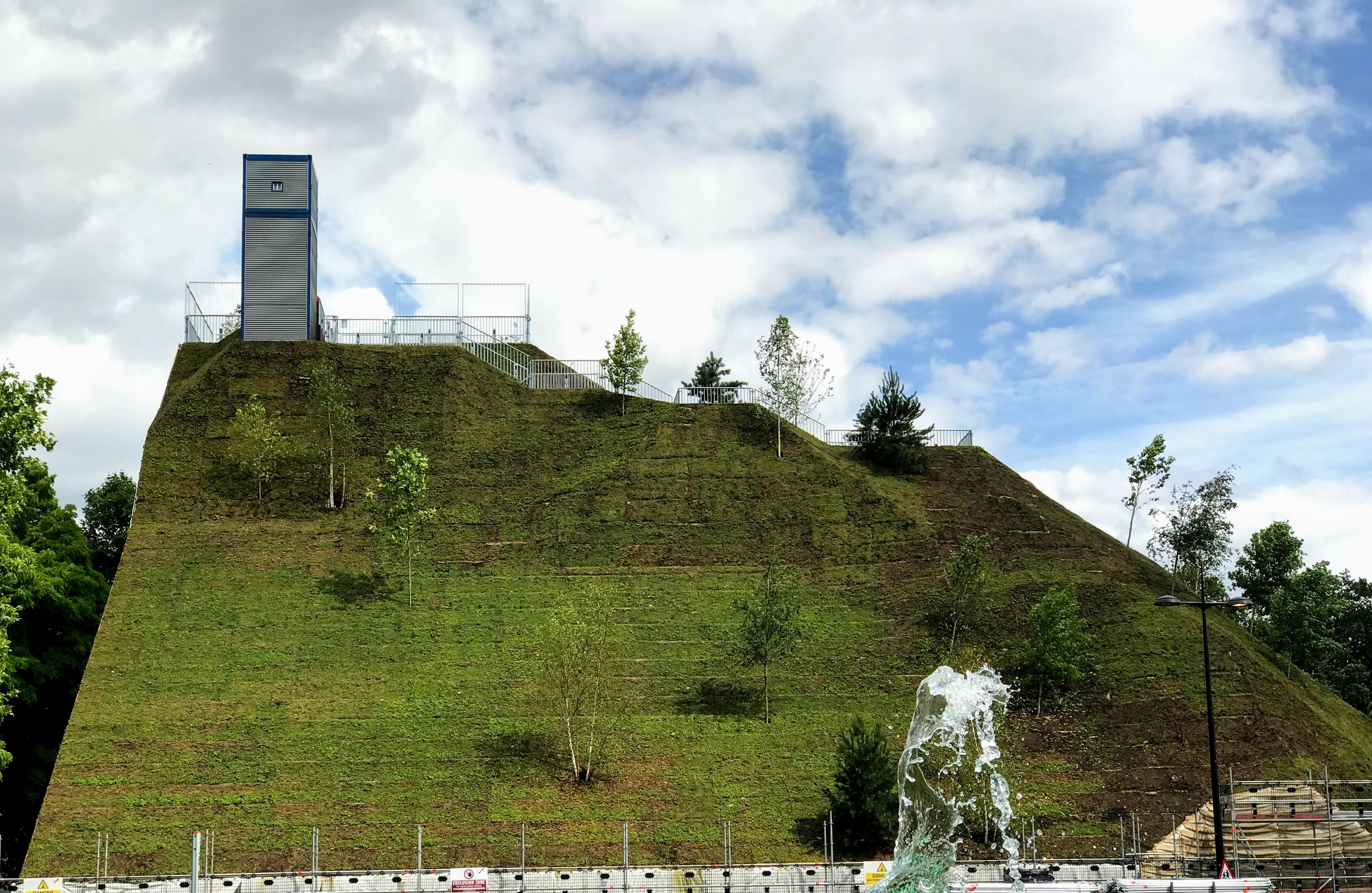
Červenec 2021
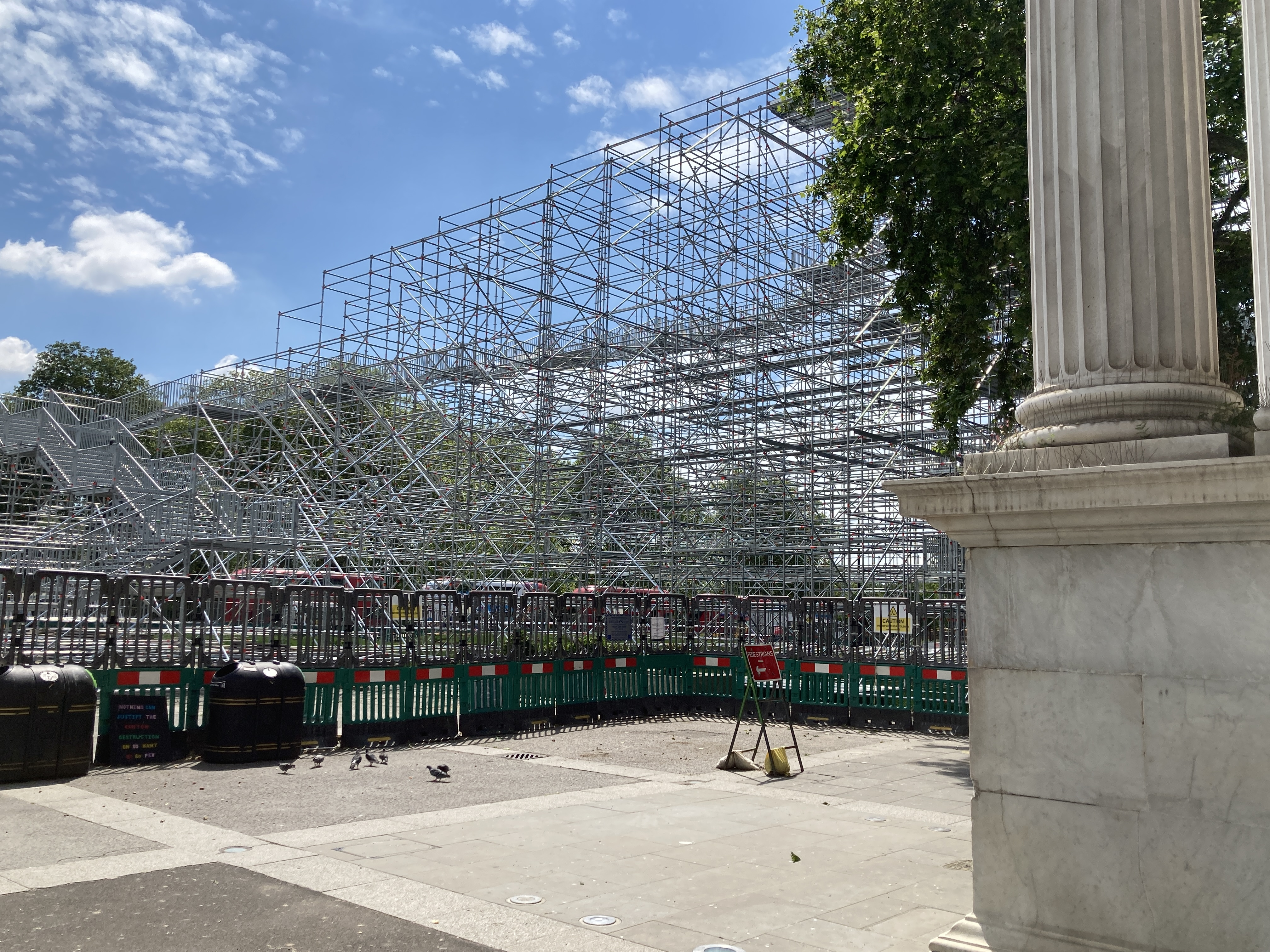
Červenec 2021
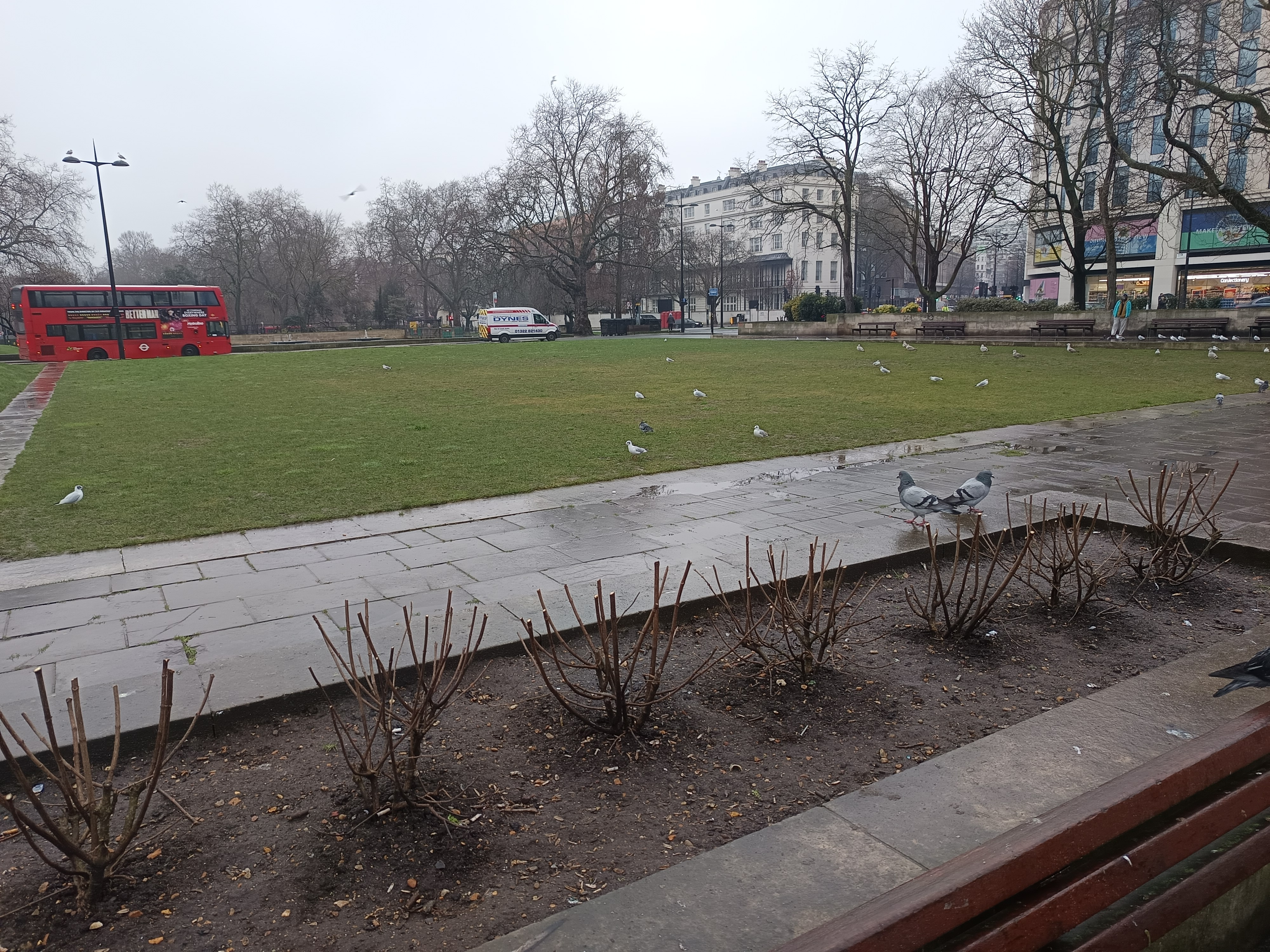
Zaniklá stavba (únor 2025)